# Col des Goules
Le col des Goules est un col situé dans le Massif central en France. Il se trouve dans le département du Puy-de-Dôme, à une altitude de 997 mètres.

## Toponymie
Le toponyme Goules provient du mot « goulet », qui désigne un passage étroit ou un défilé dans les montagnes.

## Géographie
Situé dans la chaîne des Puys, ce col se trouve entre le puy des Goules et le puy Pariou. Il est traversé par la route départementale 941.

## Histoire
Jusqu'au milieu du XIXe siècle, le col des Goules constituait l'axe principal de la route reliant Limoges à Clermont-Ferrand,. Renommé pour ses importantes accumulations de neige, susceptibles de perturber les communications, des bornes en pierre furent installées aux abords du col pour baliser le chemin.
En 1990, ces bornes furent déplacées. En 2023, cinq d'entre elles sont exposées sur la place principale d'Orcines, tandis qu'une autre trône devant l’Atelier.